# Edith Martineau
Edith Martineau (Liverpool,Inglaterra, 19 de junio de 1842-19 de febrero de 1909) fue una pintora británica de acuarela. Su hermana Gertrude era también acuarelista y escultora.

## Biografía

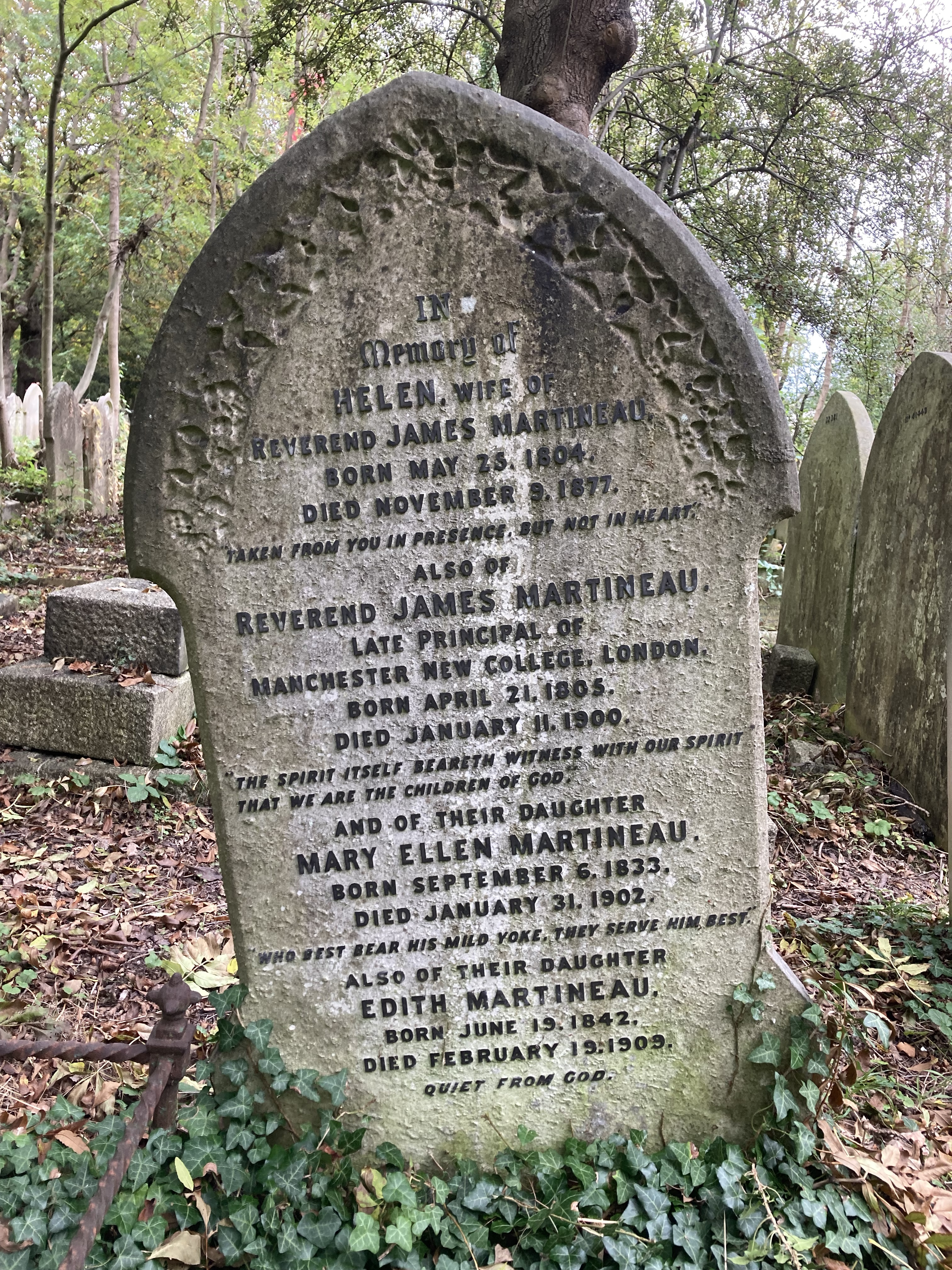
Tumba familiar de Edith Martineau

Martineau,  hija del Dr. James Martineu, un eminente ministro unitario. Se formó primero en la Escuela de Arte de Liverpool, pero se mudó con su familia a Londres, donde comenzó a asistir a la Escuela de Arte de Leigh. Presentó su trabajo en  la Royal Society of British Artists en 1862. Se mantuvo fiel a la pintura de acuarela y fue miembro de varias sociedades de artistas de la acuarela, y en 1888, Martineau fue elegida asociada de la Royal Society of Painters in Water Colors .
Martineau expuso su trabajo en el Palacio de Bellas Artes de la Exposición Mundial Colombina de 1893 en Chicago, Illinois.
Su pintura de 1888 La cosecha de la papa se incluyó en el libro de 1905 Mujeres Pintoras del mundo.
Edith murió en Hampstead, a los 66 años, y fue enterrada en la tumba de la familia Martineau en el lado este del cementerio de Highgate.

## Galería de imágenes

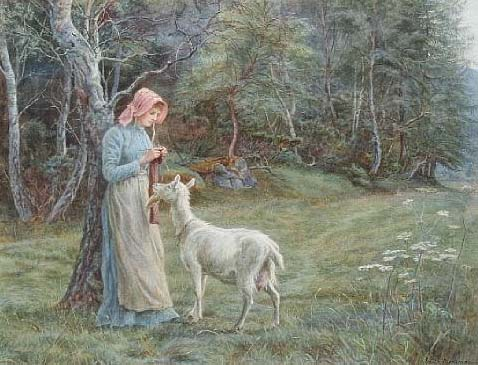
Maid crocheting in a field, with a goat standing beside
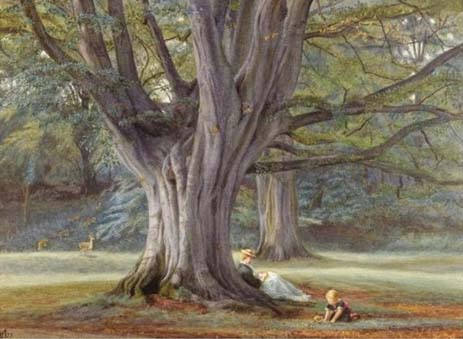
In Rokeby Park, 1875
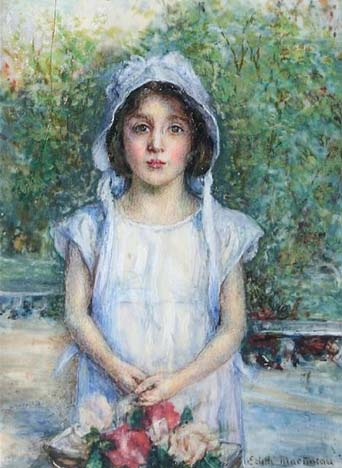
A flower girl
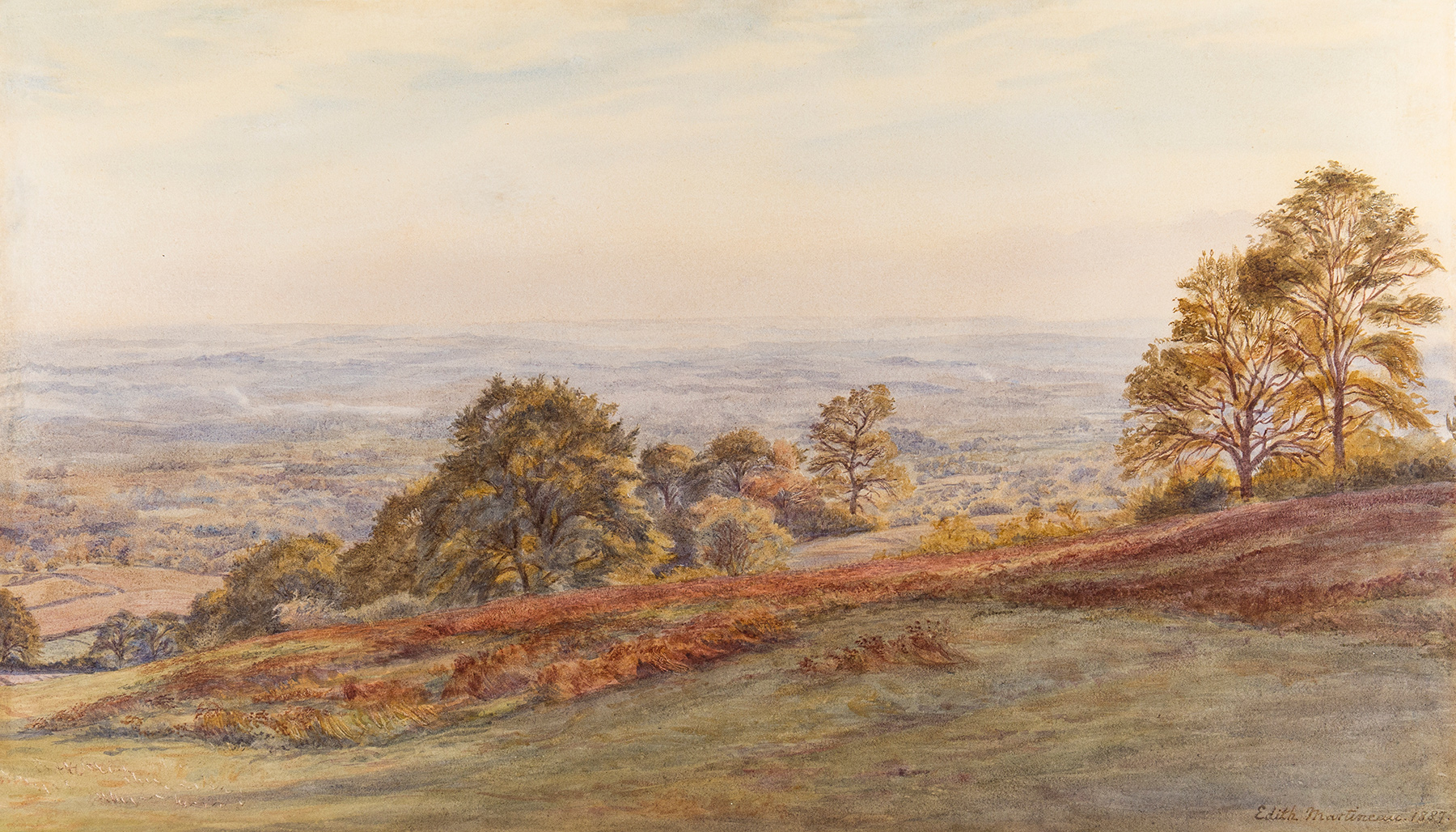
Leith Hill
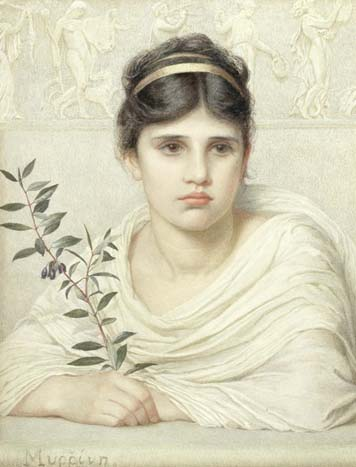
Myrrine
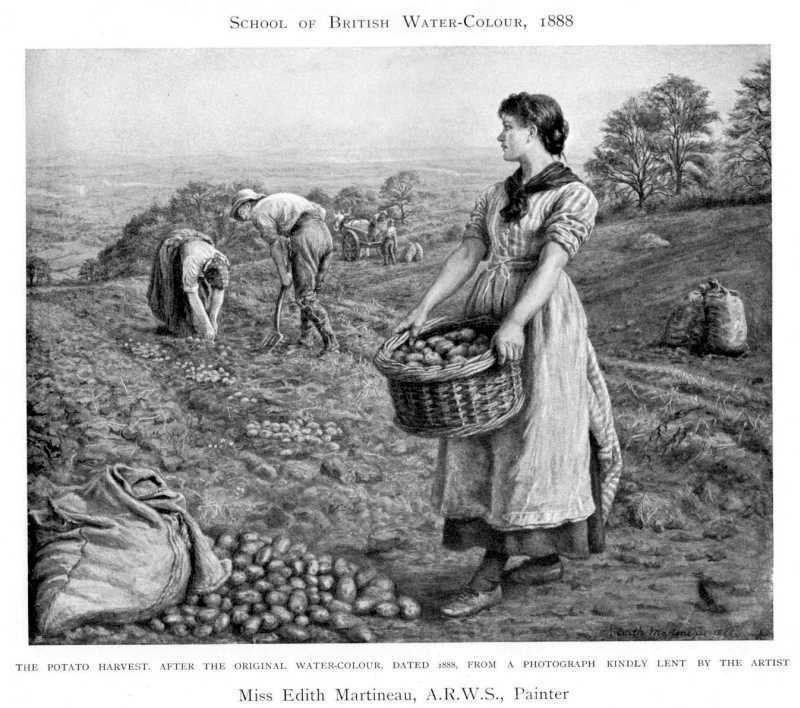
Potato Harvest 1888